# Hale megye (Texas)
Hale megye az Amerikai Egyesült Államokban, azon belül Texas államban található. Megyeszékhelye és legnagyobb városa Plainview. Lakosainak száma 32 522 fő (2020. április 1.). Hale megye Floyd, Lamb, Swisher, Lubbock, Castro, Hockley és Crosby megyékkel határos.

## Népesség
A megye népességének változása:
| Lakosok száma | 36 356 | 36 409 | 36 294 | 35 764 | 34 360 | 32 522 |
|               | 2010   | 2011   | 2012   | 2013   | 2015   | 2020   |